# プーケット国際病院
プーケット国際病院（Phuket International Hospital）は、タイプーケット県にある私立総合病院。タイ語による正式名称はプーケット・シリロート病院。

## 概略
プーケット国際病院はプーケット島内で最大の私立総合病院。一般医療から専門医療、外科手術、救急救命まで幅の広い治療活動を行っており、心臓病や心臓発作の治療をはじめ、精神疾患、心理的外傷、ダイビング中の緊急事態に対応する高圧治療、小児科、産婦人科、形成外科、レーシック、人工透析、歯科治療などさまざまな治療に対応している。

## 歴史
1978年、アヌロート医師がプーケット県パンガー通りに前身となる診療所シリロートクリニックを開所。開所当時、クリニックには患者を看護する入院施設を持たなかったが、1982年、アヌロート医師はグラビー通り沿いに35床の入院施設、一般外来、手術室を持つシリロート医院（สิริโรจน์พยาบาล）を建設した。その後、1993年末、ヂャルームプラギアット・ラーマ9世通り（バイパス通り）沿いの1.6ヘクタールの土地にシリロート医院を移転し、経営主体であるプーケット国際病院社 (Phuket International Hospital  Company Limited) を設立。さらに名称をシリロート医院からシリロート病院（โรงพยาบาลสิริโรจน์）に改称。初期の入院施設は105床であったが、プーケット県が国際的な観光地であることから、医院はタイ人のみならず海外からの患者の診療も行いながら徐々に病院設備を拡充していった。2007年11月には新病院棟が完成し、入院施設は151床になり、新たに集中治療室、手術室、駐車場、診察室、最新医療機器を増設した。

## 救急救命
年中無休24時間体制の救急救命部門があり、救急車や救急航空機による輸送を行っている。病院には11室の集中治療室、5室の手術室を完備している。

## 国際対応
国際的な観光地プーケットのニーズに応えるべくインターナショナル・サービス部を設置し、各国言語の通訳者を常勤化している。現在では英語と日本語を含む多言語に対応としている。また保険会社や大使館との調整など様々な入院事務を行っている。安全面の確保、高水準技術の維持・導入に常に配慮し、タイの医療ツーリズムの拠点病院として機能している。